# فانكو ديموفسكي
فانكو ديموفسكي مواليد 4 أبريل 1979 في سكوبيه، جمهورية مقدونيا، هو لاعب كرة يد مقدوني يلعب كمحور. مثل منتخب مقدونيا لكرة اليد.

## سجل المنافسة
شارك في البطولات التالية:
- بطولة أوروبا لكرة اليد للرجال 2014